# Швартбук
Швартбук (нем. Schwartbuck) — община в Германии, в земле Шлезвиг-Гольштейн. 
Входит в состав района Плён. Подчиняется управлению Лютенбург-Ланд.  Население составляет 824 человека (на 31 декабря 2010 года). Занимает площадь 13,09 км².